# Sośnina (Katowice)
Sośnina (niem. Sossnina) –  nieistniejąca kolonia na terenie Katowic, w granicach dzielnicy Osiedle Tysiąclecia, w pobliżu granicy z Załężem, w pobliżu stawu Maroko, będącego częścią parku Bederowiec.
Osada ta powstała w XVII wieku jako przysiółek Dębu, na obszarze pomiędzy Załężem a Bederowcem, nad Rawą. Rejon Sośniny był miejscem wydobycia rudy żelaza dla załęskich kuźnic, natomiast po ich likwidacji miała charakter rolniczy. W dniu 15 października 1924 została wraz z Dębem Sośnina została włączona do Katowic. Od 1929 do 1933 roku na terenie Sośniny miasto wybudowało 168 mieszkań dla ubogich i bezrobotnych z terenów całych Katowic. Domy te zostały zaprojektowane przez architekta miejskiego Lucjana Sikorskiego w formie niewielkich drewnianych domów szeregowych , zwane potocznie Egiptem lub Marokiem. W latach 40. XX wieku istniały w Sośninie jeszcze drewniane chaty kryte słomianą strzechą. W latach 60. XX wieku na jej terenie powstała część osiedle Tysiąclecia (tzw. osiedle Tysiąclecia Dolne), a wraz z tym rozebrano kolonię Maroko, od nazwy której pochodzi określenie obecnego stawu znajdującego się w pobliżu nieistniejącej obecnie Sośniny . 